# フッ化タングステン(VI)
六フッ化タングステンもしくはフッ化タングステン(VI)はWF6の組成式で表されるフッ素とタングステンからなる無機化合物である。腐食性を有する気体または液体である。25°C100kPaにおいて気体である既知の物質の中で最も重い物質の一つであり、その密度はおよそ13 g/Lと空気の約11倍重い。WF6は集積回路やプリント基板の製造において低抵抗の金属配線層を形成するのに利用される。これは化学気相蒸着法を用いて基板上でWF6を分解させることによって金属タングステンを堆積させるものである。

## 性質
WF6の常圧(100kPa)における沸点は17.1°Cであるため、室温付近では気体または液体として存在している。反磁性を有し気相では無色である。WF6分子は点群Ohで表される八面体形分子構造を取る。タングステン原子とフッ素原子間のW-F結合の結合距離は183.2 pmである。融点は2.3°Cであり、2.3°Cから17.1°Cの狭い温度範囲においては凝縮して淡黄色の液体となる。液体状態での密度は15°Cにおいて3.44 g/cm3。2.3°C以下で凝固して白色の立方晶固体となる。固体状態における格子定数は628 pm、計算密度は3.99 g/cm3である。-9°C以下で斜方晶に転移し、その格子定数はa = 960.3 pm、b = 871.3 pm、c = 504.4 pmであり、密度は4.56 g/cm3。この相でのW-F結合の結合距離は181 pmであり、最近接分子間距離は312 pmである。気体状態のWF6ガスは最も重い気体元素であるラドンの9.73 g/Lよりもさらに重いが、一方で液体および固体のWF6の密度はむしろ中程度である。WF6の蒸気圧は- 70°Cから17°Cの間では以下の式で記述することができる。
log10(P) = 4.55569 − (1021.208/ (T+208.45)) ：P = 蒸気圧 (bar)、T = 温度(°C)。

## 合成
WF6は通常、フッ素ガスと金属タングステン粉末を350から400°Cで反応させることで製造される。
{\displaystyle {\ce {W\ + 3F2 -> WF6}}}
通常、この反応ではオキシフッ化タングステン (WOF4) が副生し不純物となるため、得られたガス状の生成物を凝縮および蒸留によって分離精製を行う。このようなフッ素との直接反応では、金属タングステンを加熱した反応容器に入れ1.2から2.0 psi (8.3から14 kPa)にわずかに加圧し、生成したWF6が一定の流量で安定して流出するように少量のフッ素ガスを吹き込む。
上記の方法におけるフッ素ガスはフッ化塩素 (ClF)、フッ化塩素(III) (ClF3) もしくはフッ化臭素(III) (BrF3) に置き換えることも出来る。WF6を合成する他の方法としては、酸化タングステン(III)をフッ化水素 (HF)、フッ化臭素(III) (BrF3) もしくは四フッ化硫黄 (SF4) と反応させることによっても合成することができる。WF6はまた、塩化タングステン(VI)からも合成することができる。
{\displaystyle {\ce {WCl6\ + 6 HF -> WF6\ + 6 HCl}}}
{\displaystyle {\ce {WCl6\ + 2 AsF3 -> WF6\ + 2 AsCl3}}}
{\displaystyle {\ce {WCl6\ + 3 SbF5 -> WF6\ + 3 SbF3Cl2}}}

## 反応
WF6は加水分解を受けてフッ化水素 (HF)とオキシフッ化タングステン (WOF4)を生成し、オキシフッ化タングステンはさらに加水分解して最終的に酸化タングステン(VI)となる。
{\displaystyle {\ce {WF6\ + 3 H2O -> WO3\ + 6 HF}}}
WF6は他の金属フッ化物とは異なり有用なフッ素化剤ではなく、また強力な酸化剤でもない。WF6は還元されることでWF4を与える。

## 半導体産業における用途
WF6の用途の大半は半導体産業にあり、そこでは化学気相蒸着法によって金属タングステンを堆積させるために用いられている。1980年代から1990年代にかけての産業の拡大によってWF6の消費量は増加し、世界の年間消費量は200トン前後となっている。金属タングステンは抵抗が低く (5.6 µΩ·cm)、エレクトロマイグレーションが少ないというのみならず、熱的および化学的安定性が比較的高いことから魅力的な素材である。WF6はその蒸気圧の高さに起因して蒸着速度が速いため、塩化タングステン(VI) (WCl6)や臭化タングステン(VI) (WBr6)のような同じタングステンのハロゲン化物よりも好まれる。1967年以降、WF6の分解方法は熱分解法および水素還元法の2つが開発され、使用された。この方法で用いられるWF6ガスの純度は非常に高く、用途に応じて99.98%から99.9995%までのものが必要となる。
WF6分子は化学気相蒸着法の過程において分解され金属タングステンとならなければならない。WF6を水素、シラン、ゲルマン、ジボラン、ホスフィンおよび関連物質の水素含有ガスと混合させることで分解が促進される。

### ケイ素
WF6はケイ素基板と接触すると反応を起こす。ケイ素基板上におけるWF6の分解は温度依存的である。 
{\displaystyle {\ce {2 WF6\ + 3 Si -> 2 W\ + 3 SiF4}}}     400 ℃以下
{\displaystyle {\ce {WF6\ + 3 Si -> W\ + 3 SiF2}}}     400 ℃以上
高温領域においては金属タングステンを1原子生成するために消費されるケイ素原子量が倍になるため、この温度依存性は非常に重要である。金属タングステンの堆積は純粋なケイ素上のみに選択的に起こり、酸化物や窒化物上では金属タングステンの堆積は起こらない。このように、WF6の反応は不純物や基板の前処理に非常に敏感である。分解反応の反応速度は速いが、金属タングステン層の膜厚が10から15 μmで飽和して分解反応は停止する。これは、タングステン層が成長することでこの分解反応における唯一の触媒であるケイ素とWF6が接触できなくなるためである。
この反応を不活性雰囲気でなく酸素を含んだ雰囲気下で行うと、金属タングステンでなく酸化タングステン層が生成される。

### 水素
WF6と水素との反応におけるタングステンの堆積は300から800°Cの間で起こり、フッ化水素の蒸気が副生する。
{\displaystyle {\ce {WF6\ + 3 H2 -> W\ + 6 HF}}}
生成したタングステン層の結晶化度はWF6/H2の比率と基板温度を変えることによって制御することができる。低比率および低温では (100) 面に配向した結晶となるのに対して、より高比率および高温では (111) 面に配向した結晶となる。フッ化水素の副生は、フッ化水素蒸気の反応性が非常に高く素材の大部分をエッチングする点が障害となる。また、堆積したタングステン層は半導体工学における主な不導体化材料である二酸化ケイ素に対して弱い密着性を示す。そのため、タングステン層を堆積させる前に二酸化ケイ素層上をバッファ層で覆っておくという余分な操作が必要になる。このような不利益の一方で、副生するフッ化水素によるエッチングは不要な不純物層を除去するという点で有益な場合もある。

### シランおよびゲルマン
WF6/シラン (SiH4) 混合ガスを用いたタングステン層の堆積は、堆積速度が速く、良好な密着性を持ち、生成した層が滑らかになるという特徴を有している。欠点としては、爆発の危険があることと、タングステン層の堆積率と形態が混合ガスの比率や基板温度などの反応条件に敏感に左右されてしまう点が挙げられる。そのため、WF6/SiH4は一般的にタングステン薄膜の核形成層を作成するために用いられる。核形成層が生成した後には、堆積速度を遅くし層をクリーンアップするためにシランガスを水素に切り替える。
WF6/ゲルマン (GeH4) 混合ガスを用いたタングステン層の堆積はWF6/SiH4混合ガスを用いた場合に類似しているが、ゲルマニウムはケイ素と比較して重たい元素であるため10-15 %のゲルマニウムによる汚染が生じる。この汚染によってタングステン層の比抵抗はおよそ5-200 µΩ·cmほど増加する。

## その他の用途
WF6は炭化タングステンの製造にも用いることができる。
また、WF6は高比重な気体として、気体反応を制御するための緩衝ガスとしても用いることができる。例えば、Ar/O2/H2炎の化学作用を遅延させ、還元炎の温度を低くする。

## 安全性
WF6はどのような細胞組織をも攻撃する非常に腐食性の高い化合物である。WF6ガスに曝露すると、初めに目および気道への刺激が生じ、続いて視力低下や失明、咳、唾液や痰の過度の分泌などの影響が生じる。体液に混ざるとWF6は即座にフッ化水素酸となって皮膚や粘膜組織に薬傷を与える。人体への曝露が長時間続けば肺炎や肺水腫を引き起こし、致命的にもなりうる。WF6は空気中の湿気とも反応してフッ化水素酸を生成するため、その保管容器にはテフロン製のものが用いられる。

## 関連物質
WF6分子が取る高い対称性の正八面体構造は他の多くの関連物質においても見られるが、六水素化タングステン (WH6)やヘキサメチルタングステン (W(CH3)6) は対称性の高い八面体構造でなく独特な三角柱構造を取るという点は興味深い。多くの金属や半金属元素において六フッ化物が形成されることが知られている。そのような六フッ化物は高密度なガスであることが特徴であるが、タングステンよりも陽子数の大きな元素の六フッ化物は全て室温で液体または固体である。